# Ondřej Kušnír
Ondřej Kušnír (Ostrava, 5 aprile 1984) è un calciatore ceco, difensore dello Slavoj Bruntál.

## Palmarès

### Club

#### Competizioni nazionali
- Campionato ceco: 1

Sparta Praga: 2009-2010
- Supercoppa ceca di calcio: 1

Sparta Praga: 2010